# Roberto Octavio Balmori Cinta
Roberto Octavio Balmori Cinta MJ (* 20. November 1943 in Coatzacoalcos) ist ein mexikanischer Ordensgeistlicher und emeritierter römisch-katholischer Bischof von Ciudad Valles.

## Leben
Roberto Octavio Balmori Cinta trat der Ordensgemeinschaft der Missionare vom Heiligen Joseph bei und empfing am 17. Mai 1970 die Priesterweihe.
Papst Johannes Paul II. ernannte ihn am 5. April 2002 zum Bischof von Ciudad Valles. Der Erzbischof von Monterrey, Adolfo Antonio Kardinal Suárez Rivera, spendete ihm am 5. Juni desselben Jahres die Bischofsweihe; Mitkonsekratoren waren Erzbischof Giuseppe Bertello, Apostolischer Nuntius in Mexiko, und Hermenegildo Ramírez Sánchez MJ, Prälat von Huautla.
Papst Franziskus nahm am 19. März 2020 seinen altersbedingten Rücktritt an.